# ماجد بن مرعيد
 ماجد بن تركي بن ماجد بن مرعيد السبيعي

## حياته
نشأ ماجد وشب وترعرع في كنف والده وسار على نهجمه واتصل ب آل سعود وأعلن ولاءه المطلق لهم وعاهدهم على السمع والطاعة في المنشط والمكره إذ كان على اتصال دائم بالإمام عبد الرحمن والملك عبد العزيز فعندما غادر آل سعود منطقة العارض شن ابن رشيد وأتباعه غارات على أهل العارض من بادية وحاضرة وكل من يؤيد اّل سعود من القبائل بما فيهم سبيع والسهول بهدف إضعافهم وسلب أموالهم وتدميرهم مديا ومعنويا ليتمكن بذلك من إضعاف آل سعود فتعرض آل مرعيد كغيرهم لهجمات ابن رشيد.
في طليعة من تصدوا لهجمات عبد العزيز المتعب الرشيد غير أن الأخير كان يحارب بجيش منظم وعلى قدر عال من التسليح والتنظيم وقد حشد معظم القبائل إلى جانبه لينتقم من مناصري اّل سعود

## شارك في بعض المعارك
- استرداد الرياض في النصف عام 1319 نجح تصميم الملك عبد العزيز في استراد الرياض ومعه ماجد واخيه عبد الله

بدأ عبد العزيز رحلة العودة إلى الرياض، مزوداً بالكثير من الدعوات والعزيمة، وقليل مما من سواهما، تاركاً أول أبنائه، تركياً، رضيعاً في الكويت. فاتجه عبد العزيز إلى الصحراء القريبة من الأحساء. وكانت خطته ترمي أولاً إلى ضرب العشائر المعادية لأبيه، والموالية لابن رشيد، في محاولة منه لإقناع القبائل، الصديقة والمحايدة، بالانضمام إليه. وقد أثمرت تلك الخطة، وانضم إليه عدد لا بأس به من المحاربين
- معارك السعودية الرشيدية وتسمى أيضا بمعارك القصيم، بين القوات الموالية لآل سعود حكام إمارة نجد الجديدة ضد إمارة حائل (جبل شمر)، التي يحكمها آل رشيد. انتهت معارك تلك الحرب المتقطعة بالانتصار الحاسم للسعوديون في معركة روضة مهنا واستيلائهم على القصيم في 13 أبريل عام 1906[2]، بالرغم من الاشتباكات أخرى جرت سنة 1907.
- معركه السبلة شارك فيها ومع اخيه هامان بن مرعيد وقبيله سبيع حدثت في 30 مارس 1929 بين مملكة الحجاز ونجد وملحقاتهما بقيادة الملك عبد العزيز بن عبد الرحمن آل سعود وبين قوات الإخوان في روضة السبلة انتهت بانتصار قوات عبد العزيز بن عبد الرحمن آل سعود، وتعتبر آخر المعارك الرئيسية التي خاضها عبد العزيز في سبيل تأسيس المملكة العربية السعودية

## وفاته
توفي في الرياض عام (1368هـ - 1948م)